# Antidesma dallachyanum
Antidesma dallachyanum är en emblikaväxtart som beskrevs av Henri Ernest Baillon. Antidesma dallachyanum ingår i släktet Antidesma och familjen emblikaväxter.
Artens utbredningsområde är Queensland. Inga underarter finns listade i Catalogue of Life.